# گیش‌ماهی سردوشی‌دار
گیش‌ماهی سردوشی‌دار (نام علمی: Carangoides humerosus) نام یک گونه از تیره گیش‌ماهیان است.